# Tre Padule de Suartone, Rondinara
Tre Padule de Suartone, Rondinara este o arie protejată (sit de importanță comunitară — SCI) din Franța întinsă pe o suprafață de 257 ha, integral pe uscat.

## Localizare
Centrul sitului Tre Padule de Suartone, Rondinara este situat la coordonatele 41°27′57″N 9°14′23″E / 41.46583°N 9.23972°E.

## Înființare
Situl Tre Padule de Suartone, Rondinara a fost declarat arie specială de conservare în baza directivei 92/43 din 1992 referitoare la conservarea habitatelor naturale și a faunei și florei sălbatice pentru a proteja 6 specii de animale.

## Biodiversitate
Situată în ecoregiunea mediteraneană, aria protejată conține 14 habitate naturale: Faleze cu vegetație de Limonium spp. endemic de pe coastele mediteraneene, Dune de pe litoral fixate cu Crucianellion maritimae, Ape stătătoare oligotrofe până la mezotrofe, cu vegetație de Littorelletea uniflorae și/sau de Isoëto-Nanojuncetea, Galerii și tufărișuri riverane sudice (Nerio-Tamaricetea și Securinegion tinctoriae), Tufărișuri halofile mediteraneene și termo-atlantice (Sarcocornetea fruticosi), Lagune de coastă, Salicornia și alte specii anuale care populează regiunile mlăștinoase și nisipoase, Dune de coastă cu Juniperus spp., Tufărișuri termo-mediteraneene și de pre-deșert, Dune cu vegetație ierboasă Malcolmietalia, Iazuri temporare mediteraneene, Matorral arborescenți cu Juniperus spp., Vegetație anuală la limita mareei, Pășuni mediteraneene udate de apa mării (Juncetalia maritimi).
La baza desemnării sitului se află mai multe specii protejate:
- amfibieni (1): Discoglossus sardus
- nevertebrate (1): Papilio hospiton
- pești (1): Aphanius fasciatus
- reptile (3): țestoasa de baltă (Emys orbicularis), Euleptes europaea, țestoasă bănățeană (Testudo hermanni)

Pe lângă speciile protejate, pe teritoriul sitului au mai fost identificate 21 de specii de plante, 2 specii de amfibieni, 1 specie de mamifere, 1 specie de nevertebrate, 5 specii de reptile.